# Geologia estructural
La geologia estructural és la branca de la geologia que es dedica a estudiar la distribució tridimensional dels cossos rocosos, així com les seves superfícies plegades i les seves fàbriques internes.
És la disciplina geològica que estudia els moviments i deformacions de l'escorça terrestre a gran i petita escala. Des dels sistemes de cristal·lització de les roques fins a les falles i plecs. L'objecte de la geologia estructural és la mesura dels fenòmens geològics del passat i del present i la predicció dels futurs fenòmens i moviments a través de models geomecànics i altres mitjans tecnològics.
Estructura s'entén com la disposició, més o menys geomètrica, que adopten els plans, estrats, cobertores i cossos rocosos que hi ha a l'escorça terrestre.
La geologia estructural inclou característiques de i superposicions amb aspectes de geomorfologia, metamorfisme i geotècnia. Amb l'estudi de l'estructura tridimensional de les roques i les regions, es poden fer deduccions d'història tectònica, antics ambients geològics i esdeveniments deformacionals. Tots aquests es poden datar utilitzant controls estratigràfics així com geocronologia, per determinar quan es van formar les característiques estructurals.